# Thomas Reis
Thomas Reis, né le 4 octobre 1973 à Wertheim, est un footballeur allemand reconverti comme entraîneur.

## Biographie

### Carrière de joueur
Thomas Reis évolue principalement en Bundesliga durant sa carrière. Il y débute avec l'Eintracht Francfort le 4 octobre 1992, jour de son dix-neuvième anniversaire, face au VfB Stuttgart en remplaçant Axel Kruse (en) à la 83e minute (victoire 4-0).
Il dispute son premier match européen lors des quarts de finale retour de la Coupe de l'UEFA, le 15 mars 1994 face aux futurs finaliste du Casino Salzbourg (défaite aux tab sur l'ensemble des deux rencontres).

### Carrière d'entraîneur

#### VfL Bochum
Le 6 septembre 2019, il est nommé entraîneur du VfL Bochum à la suite du licenciement de Robin Dutt (en) quelques jours plus tôt.
À la fin de la saison 2020-2021, il remporte le titre de champion de deuxième division allemande et fait remonter le club en Bundesliga.
Le 6 septembre 2022, il est démis de ses fonctions après avoir perdu la totalité de ses matchs au bout de six journées de championnat.

#### Schalke 04
Le 27 octobre 2022, il est nommé entraîneur de Schalke 04 après le licenciement de son homologue Frank Kramer.
À l'issue de la saison, il ne réussit pas à maintenir Schalke 04 en Bundesliga. Cependant, il est confirmé dans sa fonction d'entraîneur par les dirigeants du club pour la saison suivante.
Le 9 octobre 2023, après avoir obtenu 7 points en 9 matchs, l'entraineur belge Karel Geraerts le remplace.